# 436. strelska divizija (ZSSR)
436. strelska divizija (izvirno rusko 436. стрелковая дивизия; kratica 436. SD) je bila strelska divizija Rdeče armade v času druge svetovne vojne.

## Zgodovina
Divizija je bila ustanovljena 16. decembra 1941 v Uralskem vojaškem okrožju. 23. januarja 1942 je bila preimenovana v 165. strelsko divizijo.